# راهنمای میدانی

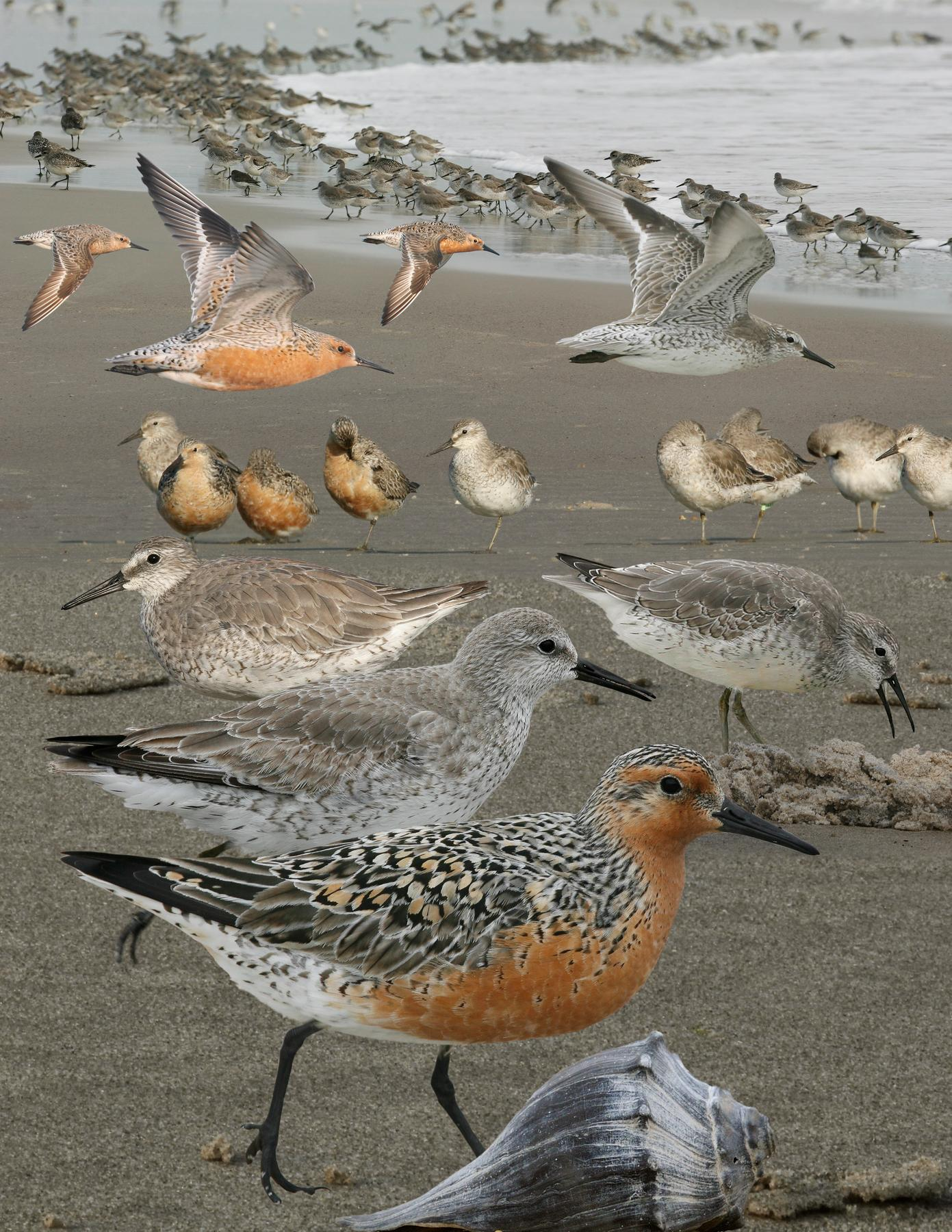
تلیله خاکستری از راهنمای شناسایی کراسلی: پرندگان شرقی

راهنمای میدانی یا راهنمای صحرایی گونه‌ای کتاب است که برای کمک در تشخیص گونه‌های جانوری و نیز دیگر منابع طبیعی مانند گیاهان و سنگ‌ها به کار می‌رود. این کتاب‌ها با قطع و صحافی مناسب برای همراه داشتن در محیط طبیعی تهیه می‌شود و از ابزارهای پرنده‌نگران و گیاه‌شناسان و زمین‌شناسان و دیگر کسانی است که در محیط طبیعی به بررسی می‌پردازند.
راجر توری پیترسن، از مشهورترین نویسندگان و نقاشان کتاب‌های راهنمای میدانی است.

## چند راهنمای میدانی مشهور
- پرندگان بریتانیا و اروپا نوشته راجر توری پیترسن
- راهنمای پرندگان سیلبی